# Вамба, дитя джунглей
Вамба, дитя джунглей (англ. Wamba, a Child of the Jungle) – американский короткометражный немой чёрно-белый фильм, снятый в 1913 году режиссёром  Колином Кэмпбеллом на студии Selig Polyscope Company.

## Сюжет
Вамба, женщина-полукровка, и её муж-португалец Пит живут рядом с джунглями в Британской Восточной Африке. Однажды ребенок Вамбы заболевает, и она просит своего вечно пьяного мужа привезти  доктора Райса, хирурга с Британского торгового поста, расположенного в нескольких милях от них. Пьяный Пит игнорирует мольбы своей жены,  и она покидает его. Добравшись до дома доктора, где ее любезно принимают, узнав о жестокости, проявленной к ней мужем доктор и миссис Райс решают взять её под защиту, оставив в своем доме. Врач не может спасти ребенка Вамбы, и он умирает. Тем временем Пит обнаруживает, что его жена и ребенок исчезли, и выслеживает их по следам через джунгли до дома доктора. Он пытается забрать домой Вамбу, но вмешивается доктор, навлекая тем самым вечную неприязнь коварного пьяницы. Пит выходит из дома, клянясь отомстить, но задерживается в окрестностях, и однажды, когда доктор и миссис Райс посещают соседнее поселение, он тайком пробирается за ничего не подозревающей Вамбой, бьет её по голове, лишая сознания, и похищает дочку доктора Лилиан. Но маленькой девочке удается сбежать в джунглях. Преследуемая Питом, избежав многих мучительной смерти от свирепых львов, девочка достигает края высокой пропасти. Обернувшись она видит Пита и крадущегося за ним льва. В следующий момент она бросается в пропасть и падает в воду внизу и плывет к другому берегу. Пит следует за ней, но вместо того, чтобы переплыть на другую сторону, прячется под нависающим камнем. Тем временем Вамба приходит в себя и идет по следу пропавшей Лилиан, которую она находит собирающейся спрятаться в полом бревне от плотоядных хищников. Вамба хватает свою винтовку и начинает стрелять, и вскоре маленькая девочка прижимается к груди мулатки. Райсы возвращаются и обнаруживают, что их дочь и Вамба пропали, формируют отряд и начинают преследование, находят Лилиан и Вамбери, затем отряд идет по следу к хижине Пита, где они находят все, что осталось от него после нападения львов.

## В ролях
- Том Санцкий — Пит, португалец
- Бесси Эйтон – Вамба
- Фрэнк Кларк – доктор Райс
- Юджини Бессерер – миссис Райс
- Лилиан Уэйд – ребёнок Вамбы